# Rocca Sinibalda

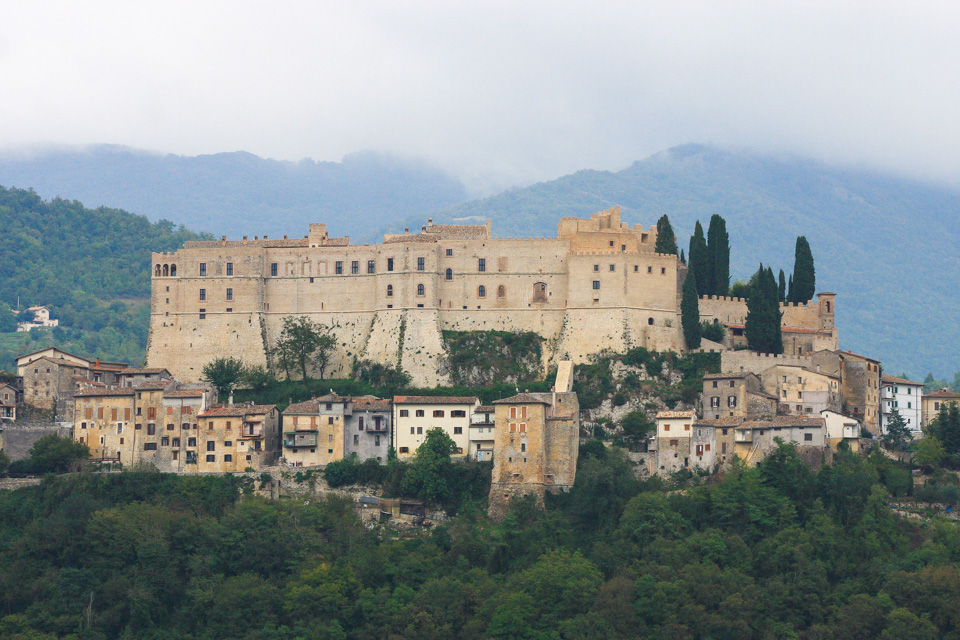
Castello Cesarini

Rocca Sinibalda ist eine Gemeinde in der Provinz Rieti in der italienischen Region Latium mit 779 Einwohnern (Stand 31. Dezember 2023). Die gleichnamige Ortschaft liegt 72 km nordöstlich von Rom und 19 km südlich von Rieti. Äußerst markant ist die dortige Burg des Castello Cesarini.

## Geographie
Rocca Sinibalda liegt auf einem Hügel über dem Tal des Turano in den Sabiner Bergen. Es ist Mitglied der Comunità Montana del Turano.
Die Ortsteile sind Magnalardo, Pantana, Posticciola, Tomassella, Torricchia, Trampani und Vallecupola.
Die Nachbarorte sind Ascrea, Belmonte in Sabina, Castel di Tora, Colle di Tora, Concerviano, Longone Sabino, Monteleone Sabino, Poggio Moiano, Torricella in Sabina, Varco Sabino.

## Geschichte
Rocca Sinibalda wurde 1084 zum ersten Mal als Besitztum der Abtei Farfa erwähnt. Ihr folgten die Grafen Mareri. 1527 kam es in den Besitz der Adelsfamilie Cesarini, die Baldassare Peruzzi mit der Neugestaltung der Burg beauftragte; die Cesarini erhielten 1615 den Marchesi-Titel. Später wechselten sich mehrere neue Besitzer ab, darunter die Lante Montefeltro della Rovere, die 1685 zu Fürsten ernannt wurden. Ein Besitzer war Luigi Braschi-Onesti, der Neffe von Papst Pius VI.

## Bevölkerungsentwicklung
| Jahr      | 1861 | 1881 | 1901 | 1921 | 1936 | 1951 | 1971 | 1991 | 2001 |
| --------- | ---- | ---- | ---- | ---- | ---- | ---- | ---- | ---- | ---- |
| Einwohner | 2156 | 2202 | 2312 | 2444 | 2296 | 2220 | 1065 | 943  | 825  |

Quelle: ISTAT

## Politik
Stefano Micheli wurde am 19. Juni 2018 zum neuen Bürgermeister gewählt.

## Sehenswürdigkeiten
- Die Burg in Rocca Sinibalda, Castello Cesarini, ist eine der ansehnlichsten Burgen in ganz Latium. Sie stammt aus dem 11. Jahrhundert und wurde in der Renaissance (ab 1539) von Baldassare Peruzzi umgebaut. Im Inneren befinden sich Fresken des 16. Jahrhunderts. Eine Restaurierung wurde im Jahre 2014 abgeschlossen. Sie hat die Grundrissform eines Adlers, der im Wappen der Cesarini vorkommt, welche 1615 zu Marchesi erhoben wurden. Später erfuhr sie mehrere Besitzerwechsel: Nacheinander waren die Lante als Fürsten von Rocca Sinibalda, die Marchesi Muti-Buzzi, der Herzog Giuseppe Braschi-Onesti und andere Familien die Eigentümer. Im Jahre 1928 wurde die Burg zum italienischen Nationaldenkmal erklärt.
- Das Castello Mareri in Posticciola stammt aus dem 13. und 14. Jahrhundert.
- Die Burg in Magnalardo geht auf das 10. Jahrhundert zurück.
- Die Pfarrkirche Santi Agapito e Giustino wurde im 16. Jahrhundert errichtet und birgt noch Fresken aus dieser Zeit.
- Der Ort ist Abschluss der siebten Etappe des Pilgerwegs Benediktweg von Norcia über Subiaco nach Montecassino.

## Töchter und Söhne der Gemeinde
- Alessandro Cesarini der Ältere (ca. 1475–1547), Kardinal und erster Besitzer von Ort und Burg.